# Мортон (округ, Северная Дакота)
Округ Мортон (англ. Morton County) располагается в штате Северная Дакота, США. Официально образован в 1873 году. По состоянию на 2013 год, численность населения составляла 28 990 человека.

## География
По данным Бюро переписи США, общая площадь округа равняется 5 037,555 км2, из которых 4 988,345 км2 — суша, и 19,000 км2, или 0,980 % — это водоемы.

## Население
По данным переписи населения 2000 года в округе проживает 25 303 жителя в составе 9889 домашних хозяйств и 6932 семей. Плотность населения составляет 5,00 человек на км2. На территории округа насчитывается 10 587 жилых строений, при плотности застройки около 2,00-х строений на км2. Расовый состав населения: белые — 95,82 %, афроамериканцы — 0,16 %, коренные американцы (индейцы) — 2,39 %, азиаты — 0,30 %, гавайцы — 0,01 %, представители других рас — 0,16 %, представители двух или более рас — 1,16 %. Испаноязычные составляли 0,65 % населения независимо от расы.
В составе 34,90 % из общего числа домашних хозяйств проживают дети в возрасте до 18 лет, 58,20 % домашних хозяйств представляют собой супружеские пары, проживающие вместе, 8,50 % домашних хозяйств представляют собой одиноких женщин без супруга, 29,90 % домашних хозяйств не имеют отношения к семьям, 25,70 % домашних хозяйств состоят из одного человека, 10,90 % домашних хозяйств состоят из престарелых (65 лет и старше), проживающих в одиночестве. Средний размер домашнего хозяйства составляет 2,51 человека, и средний размер семьи 3,03 человека.
Возрастной состав округа: 27,00 % — моложе 18 лет, 7,80 % — от 18 до 24, 28,20 % — от 25 до 44, 22,40 % — от 45 до 64, и 22,40 % — от 65 и старше. Средний возраст жителя округа — 37 лет. На каждые 100 женщин приходится 99,30 мужчин. На каждые 100 женщин старше 18 лет приходится 96,30 мужчин.
Средний доход на домохозяйство в округе составлял 37 028 USD, на семью — 44 592 USD. Среднестатистический заработок мужчины был 30 698 USD против 21 301 USD для женщины. Доход на душу населения составлял 17 202 USD. Около 6,80 % семей и 9,60 % общего населения находились ниже черты бедности, в том числе — 11,00 % молодежи (тех, кому ещё не исполнилось 18 лет) и 14,30 % тех, кому было уже больше 65 лет.